# Paradinha Nova
Paradinha Nova es una localidad portuguesa situada en el municipio de Braganza.
Fue una freguesia independiente hasta que fue suprimida el 28 de enero de 2013, en aplicación de una resolución de la Asamblea de la República portuguesa promulgada el 16 de enero de 2013, al unirse con las freguesias de Calvelhe e Izeda, formando la nueva freguesia de Izeda, Calvelhe e Paradinha Nova.